# اجموحة (امنيع)
اجموحة هي إحدى مشيخات المملكة المغربية، تتبع جغرافيا لإقليم سطات وإداريًا لامنيع. يقدر عدد سكانها بـ 6259 نسمة حسب الإحصاء الرسمي للسكان والسكنى لسنة 2004.